# Rugocytherellina
Rugocytherellina is een geslacht van uitgestorven kreeftachtigen uit de klasse van de Ostracoda (mosselkreeftjes).

## Soort
- Rugocytherellina ehlersi Kesling & Chilman, 1978 †